# Giro del Sol San Juan
El Giro del Sol San Juan es una carrera ciclística amateur que se disputa anualmente en el mes de enero en la Provincia de San Juan, en Argentina. Pertenece a la temporada de ruta de la Federación Ciclista Argentina.
Tras haber sido amateur durante todas sus ediciones, fue incluido en el calendario ciclista internacional de 2009 de la UCI, dentro de las casi 40 pruebas del UCI America Tour, y dentro de ellas era la más antigua de las tres competencias argentinas que se incluían en el mismo, siendo las otras dos el Tour de San Luis y a la Vuelta Cíclística de la Provincia de Buenos Aires (esta última carrera finalmente no se llegó a disputar). Estaba categorizada 2.2 en el calendario internacional en esa única edición, siendo esa vez de solo tres etapas cuando normalmente consta de más de cinco. En 2023 volvió a estar inscrita en el calendario de la UCI.

## Palmarés
| Año  | Ganador               | Segundo          | Tercero            |
| ---- | --------------------- | ---------------- | ------------------ |
| 2002 | Luciano Montivero     |                  |                    |
| 2003 | Guillermo Brunetta    |                  |                    |
| 2004 | Luciano Montivero     |                  |                    |
| 2005 | Guillermo Brunetta    |                  |                    |
| 2006 | Jorge Pi              | Sergio Montivero | Alejandro Borrajo  |
| 2007 | Darío Díaz            |                  |                    |
| 2009 | Emanuel Saldaño       | Claudio Flores   | Jorge Giacinti     |
| 2010 | Emanuel Saldaño       | Juan Pablo Dotti | Juan Gáspari       |
| 2011 | Matías Médici         | Juan Pablo Dotti | Jorge Pi           |
| 2012 | Juan Pablo Dotti      | Jorge Giacinti   | Cristian Clavero   |
| 2013 | Cristian Clavero      | Jorge Giacinti   | Pedro González     |
|      |                       |                  |                    |
| 2015 | Daniel Zamora         | Diego Tivani     | Mauricio Muller    |
| 2016 | Elías Pereyra         | Nicolás Naranjo  | Juan Pablo Dotti   |
| 2017 | Ricardo Escuela       | Gerardo Tivani   | Josué Moyano       |
| 2018 | Nicolás Naranjo       | Mauricio Quiroga | Marco Arriagada    |
| 2019 | Nicolás Naranjo       | Gerardo Tivani   | Emiliano Contreras |
| 2020 | Nicolás Naranjo       | Laureano Rosas   | Darío Raúl Díaz    |
| 2021 | Nicolás Tivani        | Alberto Alvárez  | Alejandro Quilci   |
| 2022 | Agustín Del Negro     | Nicolás Tivani   | Laureano Rosas     |
| 2023 | Maximiliano Navarrete | Vicente Rojas    | Emiliano Contreras |

## Palmarés por países
| País      | Victorias |
| --------- | --------- |
| Argentina | 22        |